# Oppositionelen
De term oppositionelen werd ten tijde van Willem I gebruikt voor politici die voor de scheiding waren tussen Noord- en Zuid-Nederland.